# 특별시
특별시(特別市, 영어: Special city)는 대한민국의 행정 구역과 조선민주주의인민공화국의 행정 구역이다.

## 대한민국
대한민국의 특별시는 서울특별시가 유일하다. 1947년 미군정 시대에 경기도 경성부를 서울특별자유시로 승격시켜 경기도에서 분리하였으며, 대한민국 출범 후 1949년에 특별자유시를 특별시로 개칭하였다. 광역시 및 특별자치시 및 도와 동급인 광역지방자치단체이지만, 특별시장은 차관급인 광역시장 및 도지사보다 더 높은 장관급이다.

### 사건 및 논란

#### 세종특별시 승격 추진
2017년 4월 27일 오전 이경희 한국국민당 대선후보가 세종특별자치시청에서 기자회견을 갖고 “세종시를 특별시로 승격시키겠다”고 말했다. 이어 “청와대와 국회의사당, 대법원, 헌법재판소, 감사원을 정부세종청사로 이전하고 지방분권을 강화하겠다”라고 밝혔다.

#### 대전특별시 승격 추진
2017년 4월 17일 문재인 더불어민주당 대선 후보는 대전광역시 중구 은행동 으능정이 거리에서  대전을 특별시로 승격하겠다고 약속했다. 이어 충청의 중심 대전이 충청의 중심으로 끝나지 않고 대한민국의 중심이 될 것이라며 반드시 대통령이 돼서 충청의 꿈을 현실로 만들겠다고 밝혔다.

#### 전주특별시 승격 추진
2017년 3월 22일 안희정 더불어민주당 대선 경선 후보가 전라북도의회에서 가진 기자회견에서 전주를 문화특별시로 지정해 세계적인 역사문화도시로 적극적으로 육성하겠다고 말했다. 안희정 후보는 전주를 문화특별시로 지정하고 전주가 실질적으로 대한민국의 역사문화전통의 도시로서 아시아를 대표하는 세계적인 역사문화도시로 발전할 수 있도록 집중 육성하겠다며, 국가의 역사문화·민족문화 창달이라는 의무와 사명을 갖고 전주시의 문화관광산업 발전을 위해 지원하겠다고 밝혔다. 이어 국가의 역사문화·민족문화 창달이라는 의무와 사명을 갖고 전주시의 문화관광산업 발전을 위해 지원하겠다고 밝혔다.

#### 새만금특별시 신설 추진
2017년 5월 1일 오후 홍준표 자유한국당 대선 후보는 전주시 전동성당 인근에서 거점유세를 열고 "전국의 모든 첨단산업을 새만금으로 모아보자"며 "새만금특별법을 통과시켜서 새만금을 '기업특별시'로 만들어보겠다"고 말했다. 홍준표 후보는 새만금 개발 추진에 조건이 있다며 "전북에서 20% 이상은 나와야 한다. 그래야 내가 해주겠다고 이야기한다"고 지지를 호소했다. 이어 "새만금을 홍콩 식으로 개발을 해보겠다"며 "중국이 홍콩을 영국으로부터 돌려받고 난 뒤에 1국2체제 형식으로 운영했다. 홍콩의 자본주의를 손대지 않았다"고 설명했다. 또한, "새만금을 기업특별시로 만들어서 모든 규제를 싹 없애버리고 환경, 경찰만 들어가고 나머지는 1국 2체제로 개발하자는 것"이라며 "재벌의 사내유보금을 끌어내서 쓰도록 할 것"이라고 밝혔다.

#### 부산특별시 승격 추진
부산의 특별시 승격 주장이 나온 계기는 서울의 특별시 승격이었다. 경기도에 예속됐던 서울이 1946년 8월 16일 수도임을 명분으로 내세워 특별시가 되자 부산에서도 특별시 여론이 조성되었다. 여론 조성의 중심에는 1946년 7월 10일 출범한 부산상공회의소가 있었고 부산상공회의소 초대와 2, 3대 회장을 지낸 김지태(1908∼1982)가 있었다.
승격 여론 조성의 다른 축은 '부산특별시승격기성회'다. 1949년 6월 14일 부산상공회의소와 동회연합회가 주축이 되어 설립한 부산특별시승격기성회는 관과 유지가 총망라된 범시민적 조직이었다. 회장 김지태, 부회장 김용준, 이사 김낙제, 김달범, 신덕균, 권인수 등이 선임돼 거시적 승격운동 조직을 갖추었다. 부산특별시승격기성회는 1949년 6월 25일 대통령과 국회의장에게 부산을 정부 직할의 특별시로 승격시켜 줄 것을 청원하였다.
부산시는 한국 전쟁 중에 임시수도가 되면서 인구가 급격히 불어났다. 이를 바탕으로 부산시의 시세(市勢)가 강해졌고 부산 출신의 국회의원들이 부산시를 특별시로 지정해야하다고 주장하는 목소리가 높아졌다. 하지만 전후에 서울특별시와 서울 출신의 국회의원들이 반발하여 무산되었다. 4.19 이후 다시 '부산특별시 승격안'이 주장되었으나 장면 내각은 이를 묵살하였다. 하지만 경부축을 발판으로 경제를 발전시키고자하는 박정희의 의지로 부산시는 특별시보다 한 단계 낮은 직할시로 지정되었다.
2003년 2월 17일 부산의 66개 시민.사회단체가 모여 결성한 ´부산경제살리기시민연대(옛 부산경제가꾸기 시민연대)´가 올해 ´부산의 특별시 승격´운동을 전개하기로 했다. 부산경제살리기시민연대는 2003년 전개할 시민경제운동 10대 사업을 발표하면서 ´특별시 승격운동을 신규사업으로 중점 추진하겠다고 밝혔다. 부산경제살리기시민연대는 새 정부가 주요 국정지표로 내세운 분권적 차원에서 수도권 집중을 완화하고 세계경쟁력을 강화하는 국가전략 투자도시로서 부산을 특별시로 승격하는 한편 이를 뒷받침할 수 있는 (가칭)부산발전특별법 제정을 정부에 강력하게 요구하기로 했다. 또 ´부산특별시´승격을 전제로 한 경상남도 양산시 및 진해시 웅동지역의 발전적 통합도 적극 검토하기로 했다.
2003년 6월 23일 홍성철 진해문화원 이사는 창원대학교 국제홀에서 지방분권운동경남본부(상임대표 안홍준) 주최로 열린 ‘부산광역시의 대도시 패권주의 대응 토론회’에서 ‘진해신항 건설에 따른 경제적 효과 분석’을 주제 발표하고 부산의 시민단체들이 진해는 물론 김해·양산까지 부산에 편입시켜 서울에 버금가는 ‘부산광역특별시’를 만들어야 한다는 논리의 배경은 진해 용원동 일대에 건설되는 진해신항의 엄청난 경제적 이익을 독식하기 위한 전술이라고 주장했다. 또 경남과 부산이 함께 발전하려면 경남 땅의 부산 편입 논리에 벗어나 양산·김해를 지켜내야 하지만, 무엇보다 먼저 진해시민과 전체 경상남도민이 힘을 모아 부산의 진해 신항 편입 시도를 저지해야 한다는 주장으로 이어졌다. 홍 이사는 “현재 부산항은 컨테이너 선석 21개만으로도 항만관련 매출액이 연간 20조원을 웃돈다”며 “신항만은 부산항의 1.5배인 30선석으로 어느 자치단체에 소속되느냐에 따라 이익의 향배가 결정된다”고 주장했다. 이어 “부산항의 20조원 매출은 부산 부가가치의 40%며 항만의 고용효과도 전체의 27%”라며 “신항의 30선석 가운데 18선석만 소속돼도 개당 1만5000원인 컨테이너세가 도세 수입으로 연간 724억원”이라고 분석했다. 또 “부산은 이처럼 항만의 가치를 잘 알고 신항만을 한 손에 틀어쥐려고 끈질기게 공격적으로 나오고 있다”면서 “양산·김해·진해를 부산에 집어넣어 부산광역특별시를 만들어야 한다는 그들의 주장도 핵심은 진해 땅에 있다”고 못박았다.
이에 대해 앞서 토론한 박동철 경남신문 편집국장도 “부산의 목적은 신항만 독자 운영을 위한 진해권역 편입”이라며 “부산은 진해 웅동·용원동 일대만 손에 넣어도 크게 만족할 것”이라며 적극 대응을 주문하기도 했다.
2004년 11월 26일 YTN은 부산광역시청이 부산항의 국제 경쟁력을 높이기 위해 해양 관련 산업에 대한 계획수립과 시행에 있어서 중앙정부로부터 독자성을 갖는 '해양특별시 승격'을 추진하고 있다고 보도하였다. 해양특별시가 되면 항만시설을 비롯해 해양자원개발사업 시행자와 관련기업에 대한 조세감면은 물론 정부의 예산지원이 가능해질 것이라는 기대 때문이다.
이에 대해 허남식 부산광역시장은 "독자적으로 해양개발에 나설 수 있고 해양부처에 적극적으로 의견을 개진할 수 있어 부산이 국제적으로도 경쟁력 확보할 수 있습니다."라고 말했으며 최우용 동아대학교 교수는 "해양특별시 법률안의 제정방안은 국가균형발전과 해양도시의 국가경쟁력 확보차원에서 추진해야 합니다."라고 주장했다. 그러나 행정수도 이전 논의가 정리되지 않은데다 타 시도와의 형평성 문제 때문에 추진에 난항이 예상된다.
2004년 12월 3일 한나라당 유기준 의원은 "해양수도로서 부산특별시를 설치하며 국가가 부산시를 국제해양수도로 개발하기 위한 종합적인 시책을 수립.추진하고 지원하도록 하는 법안을 마련, 조만간 국회에 제출할 방침"이라고 밝혔다. 법안은 특히 부산을 명실상부한 해양수도로 육성하기 위해 국가나 특별시로 승격되는 부산시가 항만시설과 해양자원, 해양산업의 개발사업자 등에 대해 조세와 각종 부담금을 감면할 수 있도록 하는 내용도 담고 있다. 또 부산 여행객이 지정면세점에서 물품을 구입할 경우 면세와 환급특례를 부여하고 카지노업을 허가할 수 있도록 관광진흥법에 특례를 두도록 하는 내용도 포함됐다.
유 의원은 "지역적 특성을 반영한 차등적 분권과 지역균형발전을 위해 부산을 해양특별시로 만들어야 한다"며 "동북아의 유수한 경쟁 항만들의 독주를 막고 국가경쟁력을 강화하는 것이 부산이 살고 나라가 잘 살게 되는 길"이라고 말했다.
2009년 7월 16일 민주당 조경태 의원이 부산 국제신문사 대강당에서 ‘부산해양특별시추진위원회 발대식’을 가졌다. 김인세 부산대학교 총장, 김정길 전 대한체육회장, 박경문 전 경성대학교 총장, 신정택 부산상공회의소 회장, 오거돈 한국해양대학교 총장, 범어사 주지 정여스님, 정홍섭 신라대학교 총장, 조규향 동아대학교 총장 등 지역 내 유력인사들이 추진위 상임고문을 맡고, 조 의원이 위원장을 맡아 부산을 해양특별시로 만들기 위한 프로젝트에 돌입한다. 조 의원은 국회에서 <폴리뉴스>와 만나 “정치권의 이념적, 정략적 접근을 떠나 해양특별시를 바라는 부산시민들의 염원을 이뤄내기 위한 정책적 차원의 실천적 행동”이라고 배경을 설명했다. 이어 “해양특별시로 부산의 차세대 성장 동력인 해양물류와 해양관광을 적극 육성하고, 장기적으론 우리나라의 경제수도로 발돋움하기 위한 전략”이라며 “미국, 호주, 독일 등 선진국의 경우 정치수도와 경제수도로 이원화돼 있는데, 국가균형발전 차원에서도 이를 적극화하는 노력이 필요하다”고 강조했다. 또한 “각 전문가 150여명으로 구성된 추진위에서 부산시민들의 여론을 수렴하는 동시에 구체적 실무 작업에 들어갈 것”이라며 “약 1년6개월 후엔 특별법 발의가 가능할 것 같다”고 전망했다.
2012년 7월 27일 김문수 새누리당 대통령 경선후보는 "대통령이 되면 부산을 해양거점도시로 만들고, 부산특별시로 승격시킬 것"이라고 말했다. 김 후보는 이날 부산 사직실내체육관에서 열린 부산·울산 새누리당 대선후보 경선 합동연설회에서 이 같이 밝히며 "세종시도 특별시, 제주도도 특별자치도다. 가능하냐고 물어보겠지만 확실히 해내겠다"고 말했다. 이어 "부산의 그린벨트도 지금 중앙정부가 관리하는 것을 시가 직접 관리하도록 바꾸고, 도시계획과 여러 규제도 시로 위임하겠다"며 "부산을 좀 더 자유로운 도시로 만들겠다"고 말했다.

##### 부산·울산 통합 특별시 승격 추진
2007년 2월 13일 한나라당 대선후보인 손학규 전 경기도지사가 가칭 동북아 부산포럼(대표 조관홍 동아대학교 교수) 초청특강에서 "국토 동남지역 광역경제권을 수도권에 상응하는 규모로 활성화하고 해양물류도시로서 상해, 천진 등 인근 항만 도시와의 경쟁에서 우위를 확보하기 위해 부산·울산·거제지역을 하나의 행정구역으로 통합해 특별시로 만드는 방안을 검토할 수도 있을 것"이라고 밝혔다. 손학규 측 관계자도 "100만과 400만의 도시 규모로는 국제적인 경제에 대응할 수 없다. 따라서 해양특별시를 염원하는 부산과 산업특별시를 추구하는 울산을 통합하여 광역경제권을 형성하고 수도권 중심의 1극체제가 아닌 양극체제로 우리나라 경제권을 편성해야 국제적인 경쟁력을 가질 수 있다"고 설명했다. 이어 "부산과 울산이 상생 발전할 수 있는 보완적 성격으로 통합을 이야기한 것"이라고 덧붙이며, 수도권·중부권·호남권·동남권의 4대 경제권과 강원도와 제주도의 2개 경제권을 부르짖는 손학규 전 경기도지사의 4+2체제개념과도 연관이 있는 것이라고 밝혔다.
이와 관련하여 울산광역시청은 '정치인의 주장으로 그다지 신경 쓰지 않는다'고 일축했다. 울산 상공계에서도 "부산과 울산을 통합하겠다는 발상은 다분히 부산을 염두에 둔 인기영합적인 발언"이라고 비판하고 "정치적인 면은 제쳐두고라도 인구만 봐도 부산의 3분의 1에도 못미치는 울산이 부산과 대등한 통합이 가능하겠느냐"면서 "만에 하나 양도시가 통합된다면 울산은 부산을 먹여 살리는 생산기지창으로 전락할 것"이라고 불쾌한 반응을 보였다.

##### 해운대관광특별시 승격 추진
2011년 6월 28일 해운대 그랜드호텔에서 열린 글로벌 창조도시 전략세미나에서 배덕광 해운대구청장은 해운대관광특별시 조성을 민선 5기 주요 과제로 추진하겠다고 밝혔다. 배 청장은 "지난 7년 동안 3선 구청장으로서 구정을 운영해오면서 지방재정에서부터 인사 등 모든 권한이 중앙정부에 예속되어 있어 지방분권의 현실을 뼈저리게 느꼈다"며 "해운대의 무궁무진한 인프라와 역량을 이용해 관광 특별시를 조성한다면 국가 균형발전과 지방분권 차원에서 의미 있는 일이 될 것이라 확신한다"고 말했다. 해운대구청은 내부적으로 T/F팀을 구성하고 각계 전문가의 의견을 청취한 결과, 지난 2006년 제주도청이 제주특별자치도청으로 지정된 것처럼 해운대를 영상과 컨벤션, 관광산업으로 자급자족할 수 있는 도시로 변모시킬 수 있다는 자신감을 얻었다고 덧붙였다. 이를 위해 해운대구청은 해운대특별자치구 설치를 위한 특별법을 제정, 2012년도에 계획된 지방행정체제 개편 방안에 해운대관광특별시 조성과 관련된 내용이 포함되도록 한다는 방침이다.
한편, 해운대구청은 한발 나아가 관광특별시의 시너지 효과 극대화를 위해 인근 구군과의 통합을 제안할 계획이지만 해당 지역의 반응은 냉소적이다. 정부의 지방행정체제 개편 추진이 불투명한 상황 속에서 관련 지방자치단체와의 아무런 협의 없이 해운대구청 독단적으로 내린 결정이라는 것이다. 해운대구와 맞닿아 있는 기장군의 오규석 군수는 "해운대관광특별시 조성이 현실적으로 가능한지부터 묻고 싶다"며 "통합을 이야기하면서 주변 지자체와 아무런 논의도 없었다는 점도 이해가 되지 않는다"고 말했다.
박현욱 수영구청장 또한 "주변 지방자치단체와의 통합을 논하기 하기 전에 해운대구 안에서 벌어지는 지역간 불균형부터 해결해야 한다"고 해운대구청의 독단적인 관광특별시 발표에 불쾌함을 나타냈다. 더욱이 최근 수년 동안 논란이 되어온 부산지역의 동서 간 불균형을 더욱 심화시킬 것이라는 비난의 목소리도 일고 있다. 서부산시민협의회 김영주 공동대표는 "부산지역 내 동서 간 불균형의 상징처럼 여겨지는 해운대구가 관광특별시 조성을 추진한다는 것은 지역 이기주의의 한계를 넘어선 것이다"며 "이같은 계획이 현실적으로 가능하다고 하더라도 서부산에 그에 걸맞은 혜택을 지원해야 한다"고 주장했다.

#### 경주특별시 승격 추진
2002년 8월 15일 경주신문은 문화재보호에 따른 경주시민들의 피해를 최소화하고, 경주발전 전략의 한 방안으로 거론되던 '경주를 문화특별시로 승격시키자'는 운동이 지역의 한 민간단체에 의해 본격 추진된다고 보도하였다. 경주발전협의회(회장 황윤기 전 국회의원)는 최근 경주 특별시 승격추진 계획 건의서를 한나라당을 비롯한 각 정당과 경주시청 등에 제출했다고 밝혔다. 문화특별시 승격 추진 논의는 1990년대 후반 지역내 일부 교수들에 의해 처음제기됐으나 그동안 경주시청과 경주경제정의실천시민연합, 경주지역출신 국회의원 등이 주로 고도보존특별법 제정운동에 주력하는 바람에 별다른 주목을 받지 못했었다.
2002년 11월 2일 경주발전협의회(회장 황윤기)는 경주시를 문화특별시로 승격시켜 줄 것을 대선후보에게 요구하기로 했다. 경주발전협의회는 건의서에서 "중앙정부 주도로 경주의 문화재를 종합정비하고 예산의 집중배정 등으로 외국인 유치에 노력하고 시민들의 사유재산권 보호 등을 위해 경주시를 특별시로 승격해야 한다"고 주장했다.
2002년 11월 4일 경주발전협의회(회장 황윤기)는 경주의 국무총리 산하 문화특별시 지정을 골자로 성타(性陀) 불국사 회주스님, 백상승 경주시장, 이진구 경주시의회 의장, 진병길 신라문화원장을 비롯해 경주시의원 18명 등이 연대서명한 ‘경주 문화특별시 승격 건의서’를 각 정당 16대 대선후보들에게 전달했다. 경주발전협의회는 건의서에서 “불국사 등 세계문화유산으로 지정된 2개 지구를 비롯 296점의 문화재를 보유하고 있는 한국의 대표적 문화관광도시인 경주가 인력과 예산부족으로 도굴과 훼손에 무방비로 노출되어 있는 실정”이라며 “이같은 문제를 근본적으로 해결하기 위해서는 특별시 지정과 함께 이미 국회에 발의되어 있는 고도보존법의 조속한 통과가 필수”라고 주장했다. 특히, “세계각국은 문화재 관리로 인해 시민들이 입는 피해를 최소화하는 법률을 제정해 문화재 보호와 사유재산권 행사를 조화롭게 해결해 오고 있는 추세”라며 “지금까지 문화재 보존을 이유로 시민의 일방적인 희생만을 강요당해온 지금 시민피해를 최소화 할 수 있는 방안이 강구되어야 한다”고 경주발전협의회는 밝혔다.
경주발전협의회 황윤기 회장은 “경주 특별시 지정이 대선공약에 포함될 수 있도록 각 정당을 순회방문할 계획”이라고 밝혔다.
2008년 11월 1일 경주보문단지 내 드림센터 회의실에서 개최된 제2회 신라학국제학술대회의 특별강연에서 경북대학교 문경현 명예교수는 ‘경주시의 문화특별시 지정 당위성’이라는 주제로 경주시를 특별시로 승격시켜야 한다고 강조했다. 문 교수는 경주가 세계적 유물과 유적 위에 건설된 도시이기에 이같은 고적보존과 복원을 위해서는 체계적인 개발을 해야됨에도 지방자치단체의 능력으로는 재정감당이 안돼 수많은 유적지가 훼손일로에 있으므로 하루빨리 특별시로 승격시켜 국가가 특별예산지원을 맡아야 된다고 주장했다.

#### 남해안해양특별시 신설 추진
2013년 1월 10일 미디어워치에 따르면 일각에서 망국적 지역감정을 타파하고 국민대통합을 위해서는 신설되는 해양수산부 주도로 섬진강 주변 도시들을 묶어 ‘남해안해양특별시’를 만들어야 한다는 주장이 제기되었다. 한국해양대학교 김성국 박사는 ‘남해안해양특별시’는 기존의 섬진강 주변 도시들을 묶어 특별자치시를 만들자는 ‘섬진광역시’ 계획에서 한단계 더 나아간 계획으로 단순히 행정적인 통합이 아니라 해양을 매개체로 하여 거대 해양산업도시를 만들어야 한다고 주장하였다.
‘남해안시대를 위한 의원 연구모임’(공동대표 한나라당 정의화·이주영, 민주통합당 김성곤 의원)은 지난 2011년 12월 27일 ‘남해안 발전을 위한 정책토론회’를 개최하고, 지역감정 해소를 위해서 섬진강을 중심으로 인접한 도시들 묶어 인구 130여만명의 ‘섬진광역시’를 만들어야 한다고 발표한 바 있다. 가칭 ‘섬진광역시’에는 전라남도 여수시, 순천시, 광양시 및 경상남도 남해군, 하동군, 사천시가 포함되며, 교육과 관광, 미래 첨단기술과 성장동력 산업을 결합시킨 미래 친환경 복지도시로 만든다는 계획이었다.
한국해양대학교 김성국 박사는 이 '남해안해양특별시'가 성공적으로 추진되기 위해서는 기획재정부의 경제자유구역의 관리권 이관, 지식경제부(현 산업통상자원부)의 조선산업 관리기능 이관, 국토해양부(현 국토교통부 및 해양수산부)의 도서 및 해양과 이어진 육지부분 개발권 이관, 행정자치부(현 행정안전부)의 행정구역개편 등이 필수적이라고 주장했다.

## 조선민주주의인민공화국
조선민주주의인민공화국에서는 라선특별시와 남포특별시, 개성특별시가 특별시로 설치되어 있다. 라선시는 2010년 1월 4일 최고인민회의 상임위원회 정령에 따라 '특급시'에서 특별시로 승격시킴으로써 생겨났다.

## 중화민국
1927년, 중화민국 정부는 인구 백만명이 넘는 난징, 상하이, 베이징, 톈진, 칭다오, 충칭, 시안, 광저우, 한커우, 선양, 하얼빈시의 11개 도시를 특별시로 지정했다. 이후 "원할시"로 개칭하면서 특별시라는 이름은 사실상 사라지게 되었다.

## 같이 보기
- 광역시
- 특별자치시
- 도
- 특별자치도
- 특례시
- 자치구
- 특할시